# 대붕초등학교
대붕초등학교는 대한민국 강원특별자치도 화천군 화천읍 평화로 559-7 (대이리)에 있었던 공립 초등학교이다.

## 연혁
- 1955.06.15. 대붕국민학교 설립 인가
- 1985.03.01. 묘목분교장, 수동분교장 편입
- 1988.11.22. 화천읍 대이리 98-3 번지로 위치변경
- 1996.01.01. 대붕초등학교로 교명 변경
- 1999.03.01. 소규모 학교 통폐합으로 폐교(화천초등학교 로 편입됨, 제44회 965명)